# Глебучев овраг
Гле́бучев овра́г (в XVII—XVIII веках: в народе Воровско́й бара́к, официально Большо́й овра́г, до XIX века Гле́бов овра́г, ныне иногда в разговорной речи Глебовра́г) — овраг в Саратове.

## Местоположение

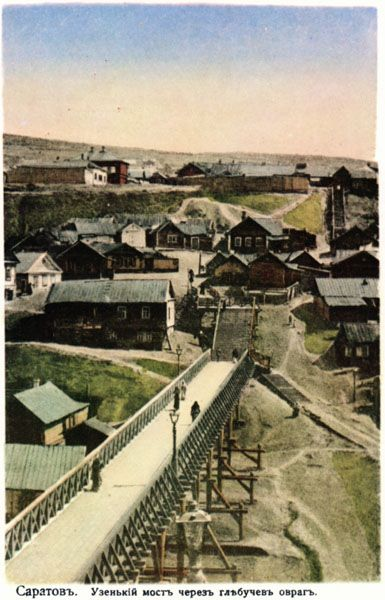
Мост через Глебучев овраг в районе Большой Сергиевской улицы начала XX века

Овраг находится недалеко от исторического центра Саратова, между улицей Посадского и Валовой улицей. Ранее овраг начинался от Колхозной площади, а некоторые его отроги — даже от Воскресенского кладбища (как видно по карте), однако ныне часть оврага засыпана и начинается он от Соборной улицы. Тем не менее, оставшееся от засыпанной части оврага достаточно крупное углубление заметно до сих пор. Овраг изгибается около улицы Чернышевского и имеет длину от начала до конца около 1781 метра, из них около 1277 до изгиба и 504 после него. Расстояние от начала до конца оврага по прямой примерно 1721 метр, ширина в районе улицы Чернышевского около 259 метров.

## Мосты через овраг
Первый мост был перекинут через Глебучев овраг в 1773 году, по видимому, в районе современной улицы Чернышеского. В начале XX века через овраг можно было перейти по мостам на улицах Астраханской, Ильинской, Большой Сергиевской и других. Каждый мост носил особое название: Соколовский, Живодеровский, Здвиженский, Горный и проч. Впоследствии эти названия были забыты, сохранилось лишь название Привалова моста в районе Вознесенской улицы. Он получил название в честь купца Привалова, который построил его на свои деньги и держал у него по ночам караул. Ныне мост существует только на улице Чернышеского, так как часть оврага, где находились другие мосты, засыпана.

## Овраг в культуре
В литературе сложился отрицательный образ оврага. Писатель Пётр Орешин так оценивал овраг:

Глебучев овраг через весь Саратов тянется: от Волги до Вокзала, и живет в овраге сплошная нищета. Розовые, голубые, синие домишки друг на друге, как грибы поганые, лепятся на крутосклонах, того и гляди верхний домишко на своего нижнего соседа загремит. В летнюю пору банная вода посредине оврага течет, растет колючий репей, ребята на свиньях верхом катаются… Весенняя вода в овраге разливалась саженей на пять, бурлила, клокотала, гудела и несла через весь город дохлых собак, кошек, бревна, поленья, щепу. Овражные жители охотились за щепой и поленьями. Народишко бедный, домишки рваны, заборишки худы — жили, как птицы.

Николай Чернышевский указывал на высокий уровень бедности населения оврага:

Разнокалиберная мелюзга всех полунищенских положений, вне прочно установившихся бедных сословий, вся и очень честная и не очень честная бесприютная мелюзга от актеров жалчайшего театришка до вовсе голодных бездомников — все это мелкое, многочисленное население города, разорявшееся от непосильных подушных податей и постоянно находившееся под угрозой попасть в работный дом, где заключенные занимались тяжелым трудом и подвергались истязаниям.

## Овраг ныне
- Ныне в овраге между мостом через Глебучев овраг и берегом Волги, находятся спортивные сооружения: ФОК «Звёздный» (улица Большая Затонская, 3В), Волейбольный клуб «Протон» (улица Большая Затонская 3Б) и Дворец спорта «Юность» (улица Большая Затонская 3А).[1]

- На том месте, где раньше располагался овраг, ныне находится дом-музей Павла Кузнецова.[2]

- От Глебучева оврага до Бабушкиного взвоза тянется Набережная Космонавтов[3][4].

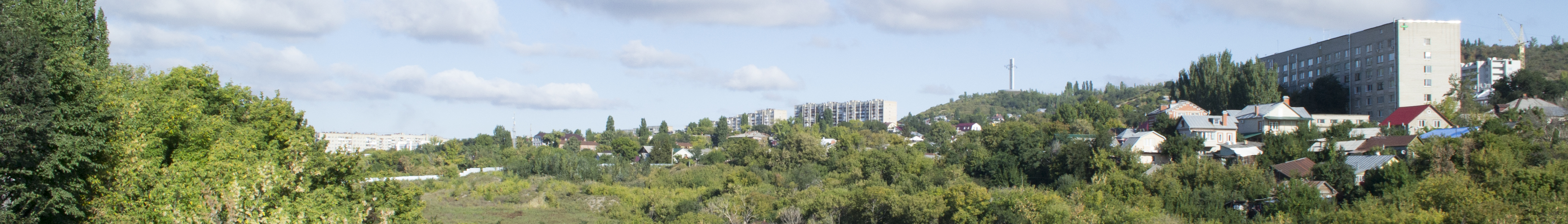
Вид с западной части моста через Глебучев овраг (в районе улицы Чернышевского) на восточный склон Глебучева оврага у Соколовой горы.

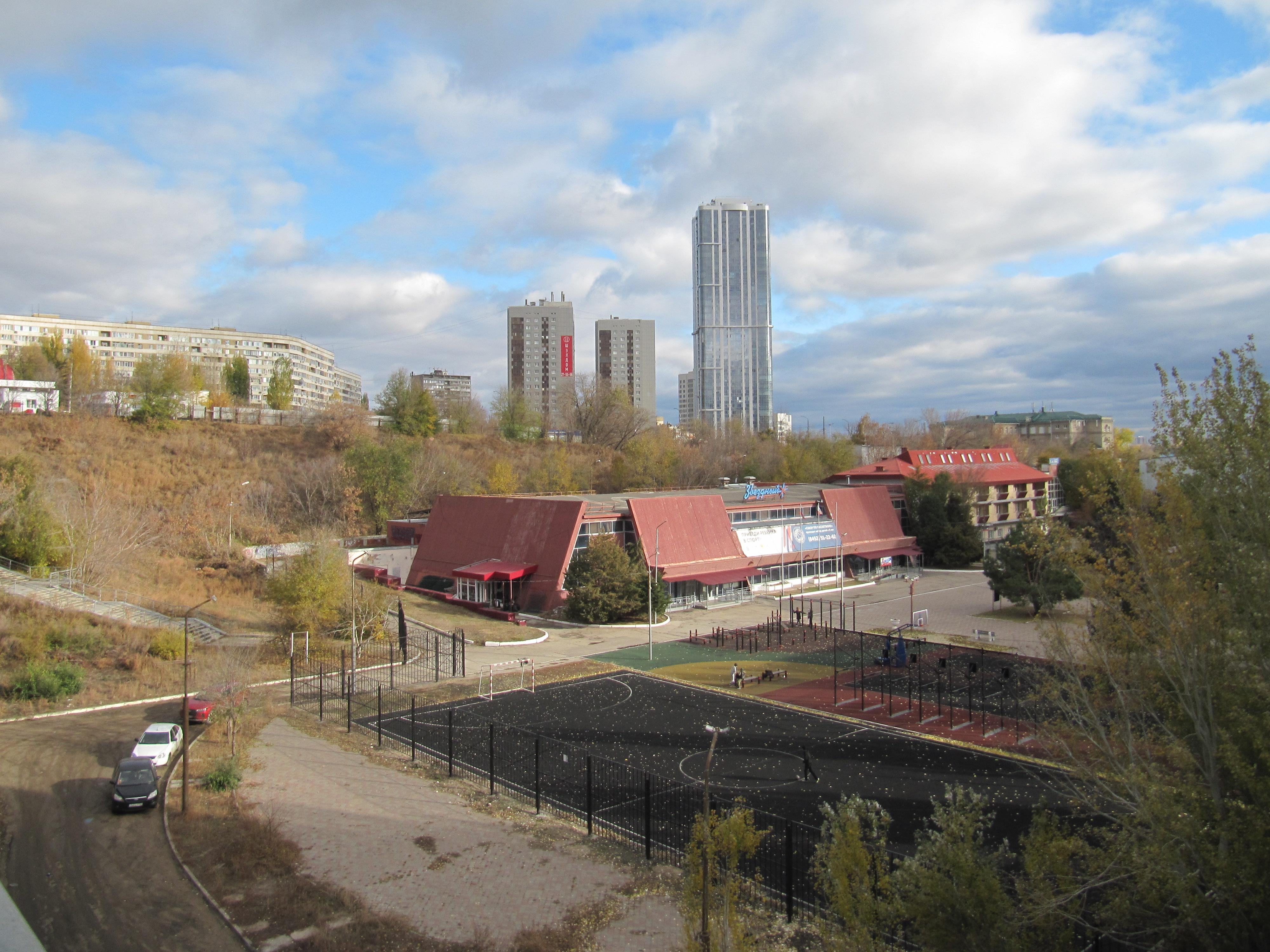
«Звёздный» ФОК, вид с моста через Глебучев овраг в сторону Волги
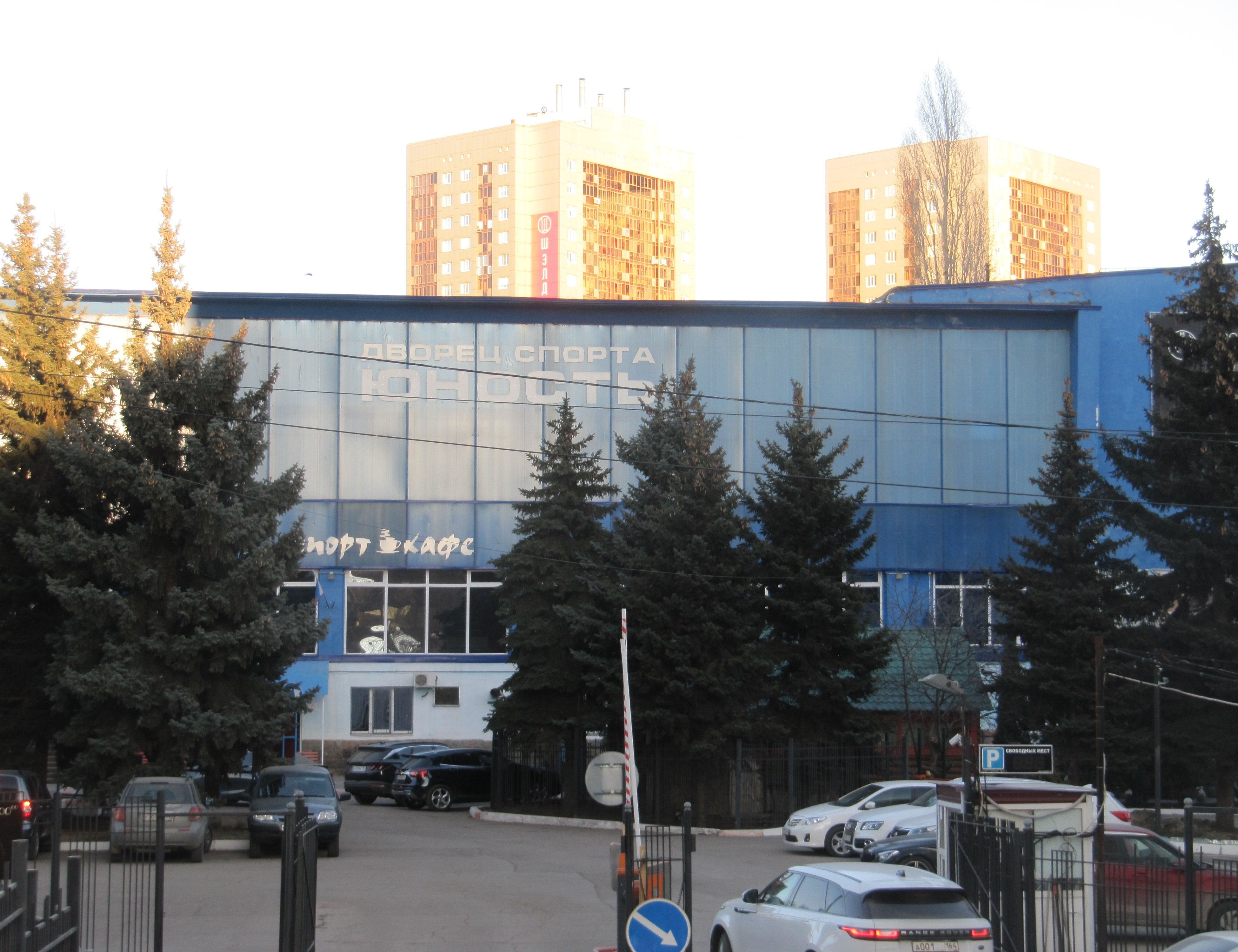
Дворец спорта «Юность»